# جامع تستر
جامع تستر (بالفارسية: مسجد جامع شوشتر) هو مسجد يقع في مدينة تستر، يتعلق هذا المسجد بخلافة الحسن العسكري خلال الدولة العباسية.

## معرض الصور

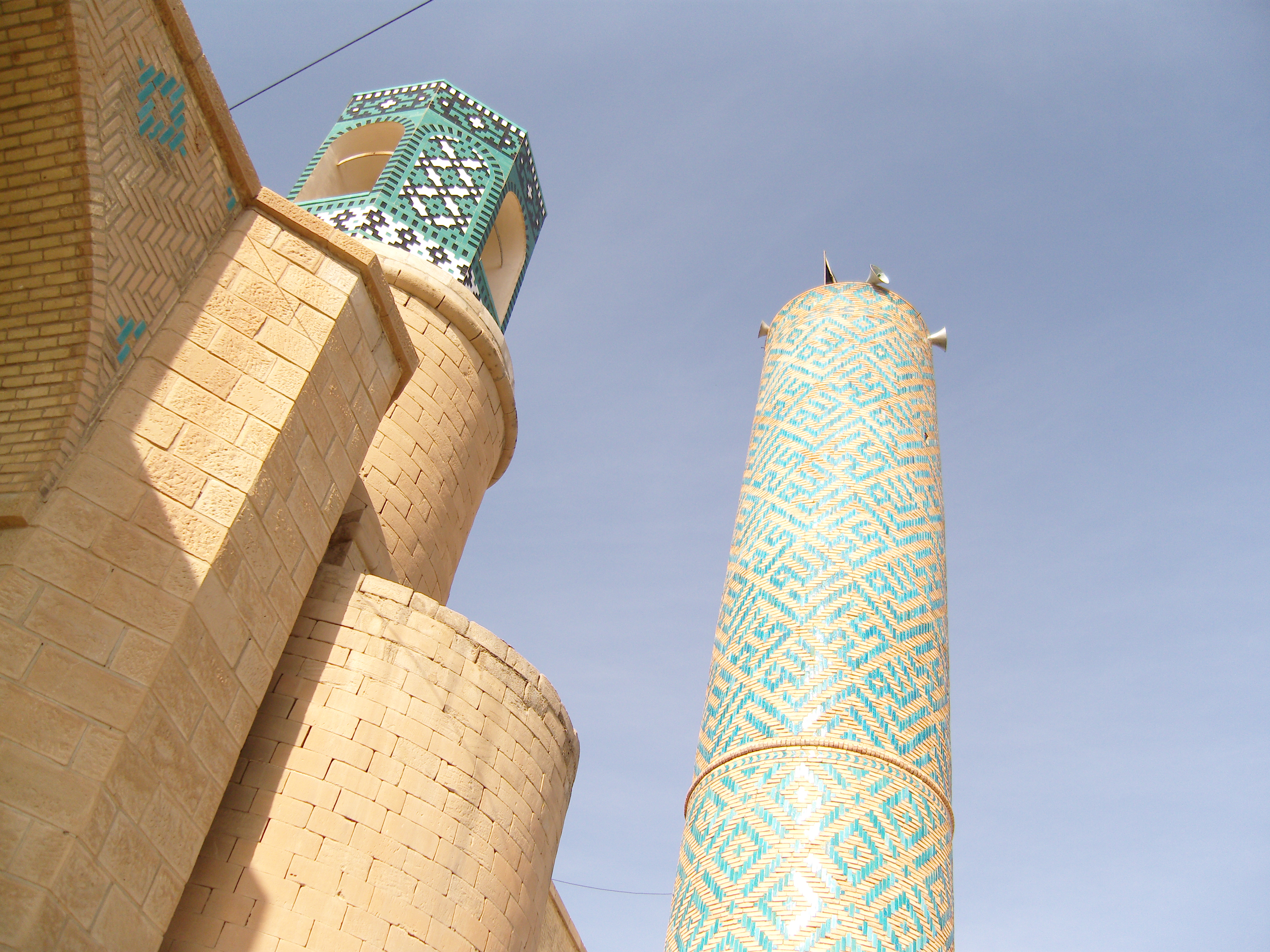
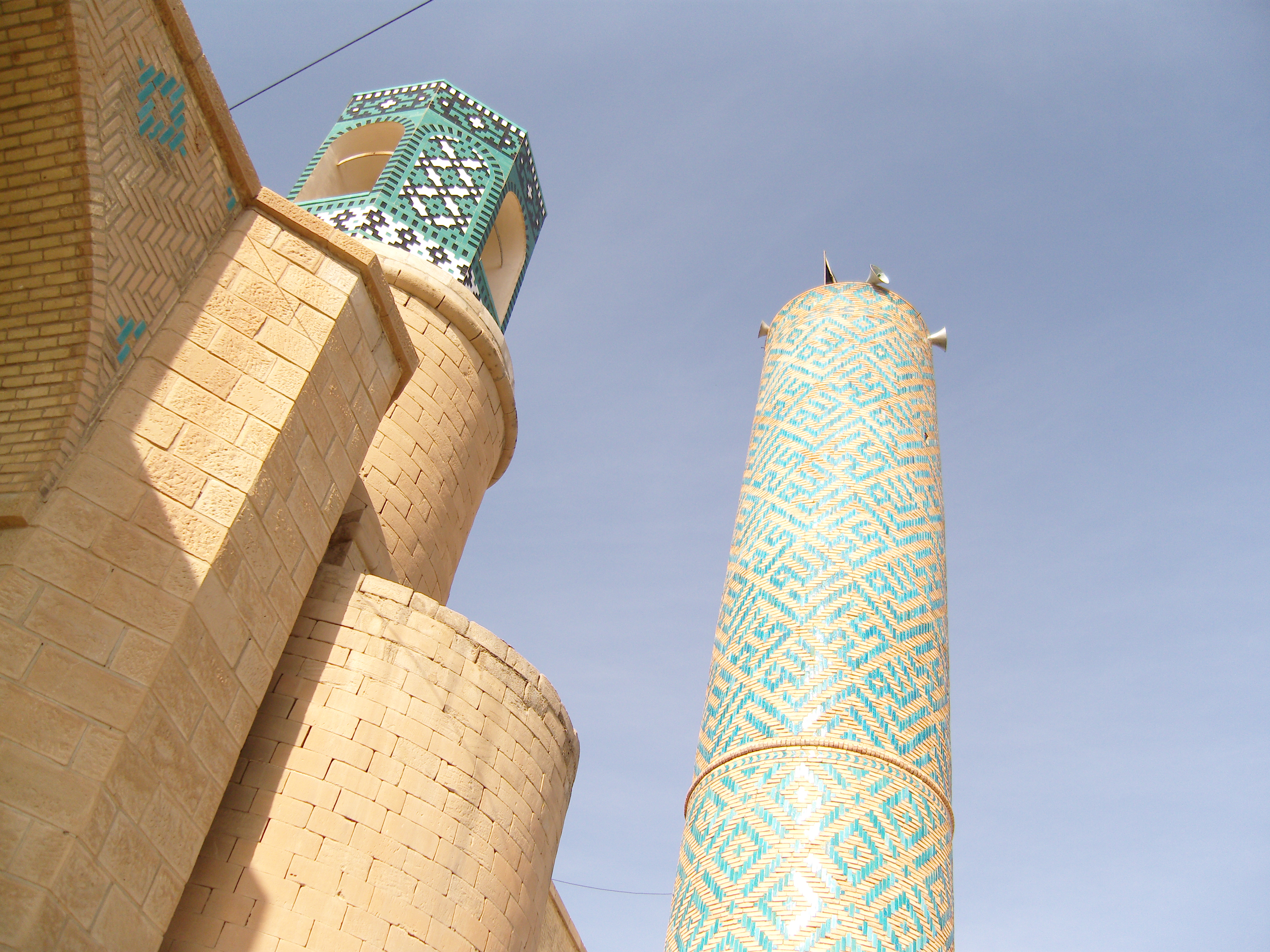
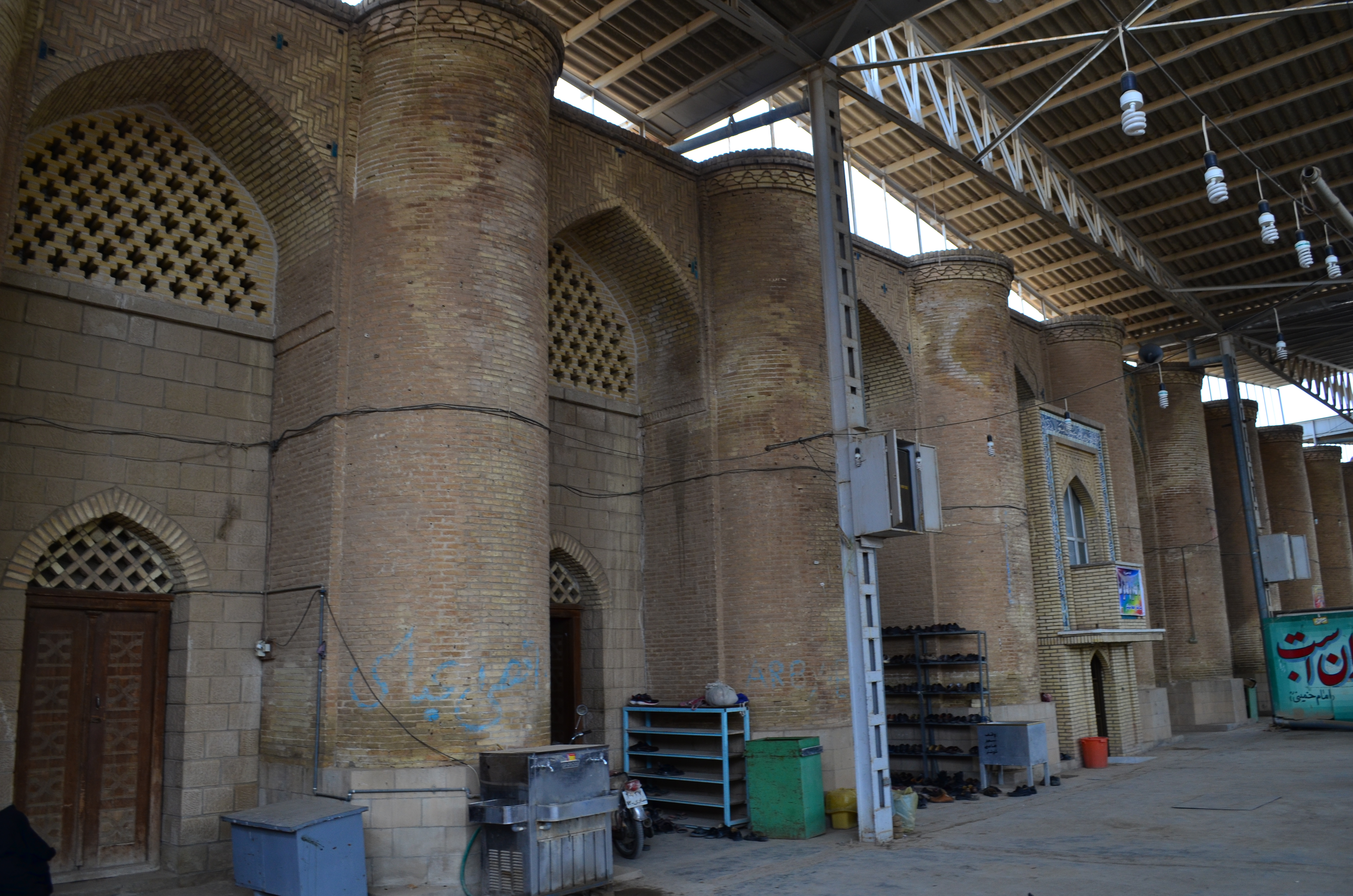
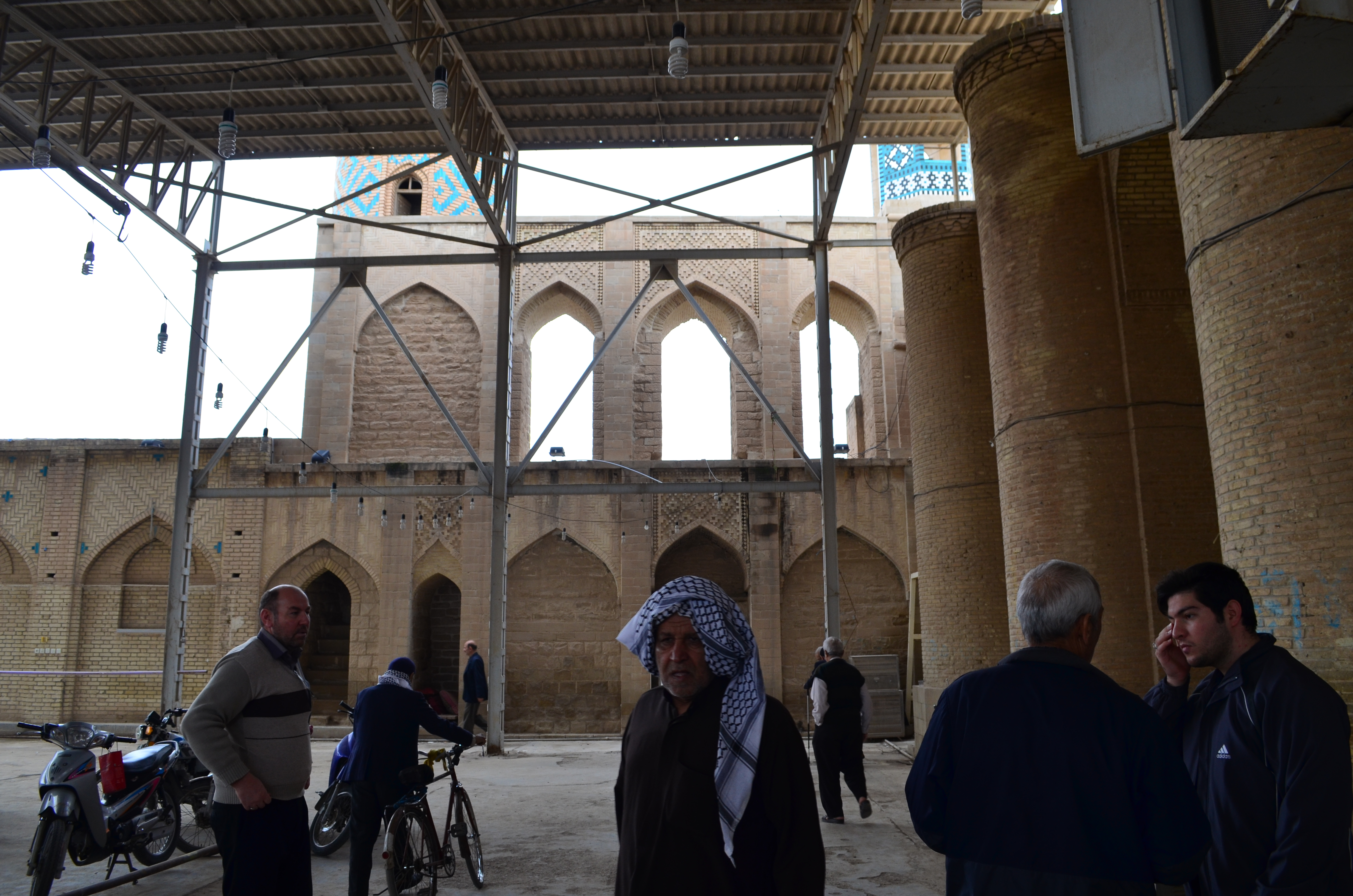
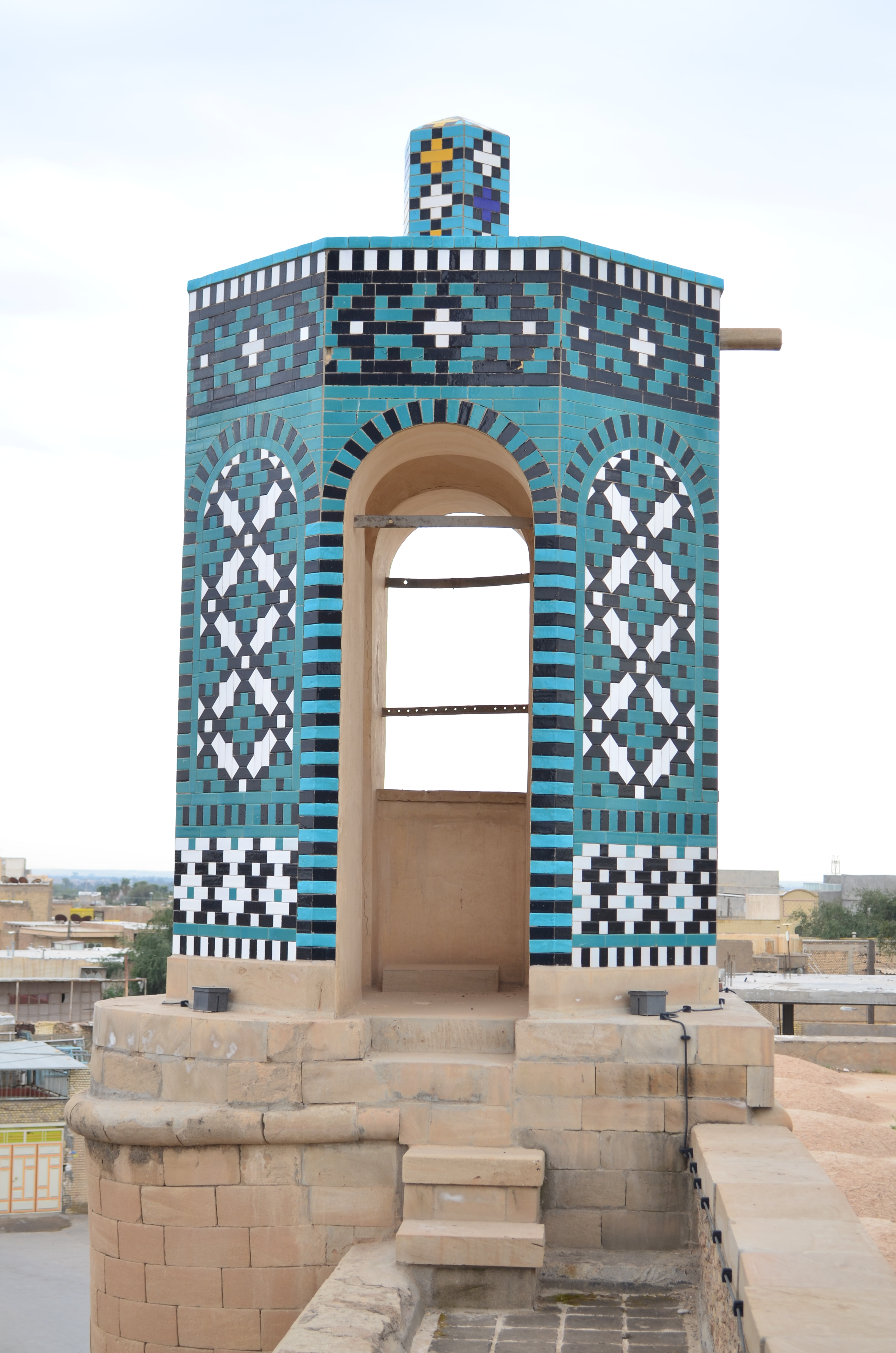
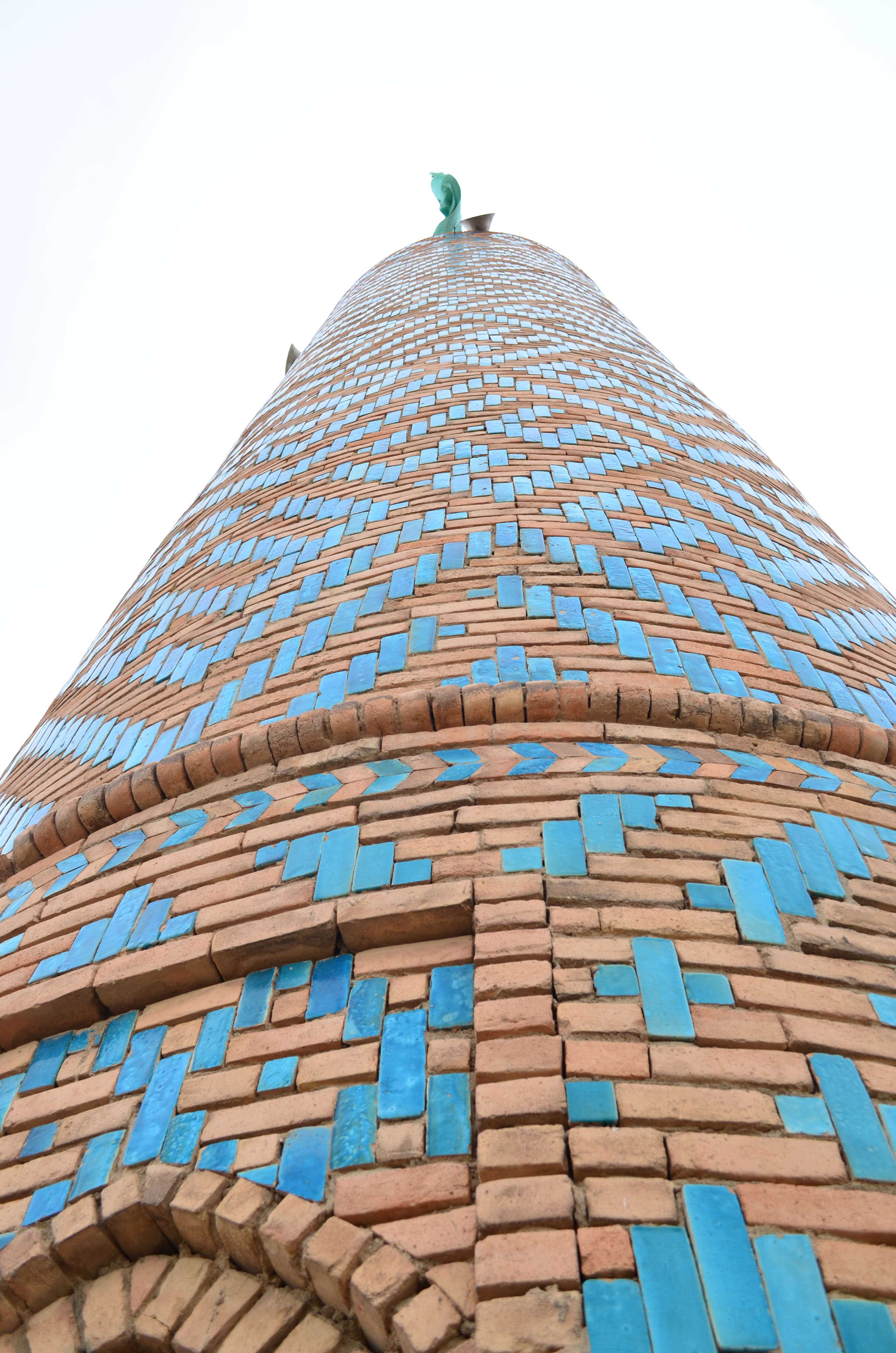
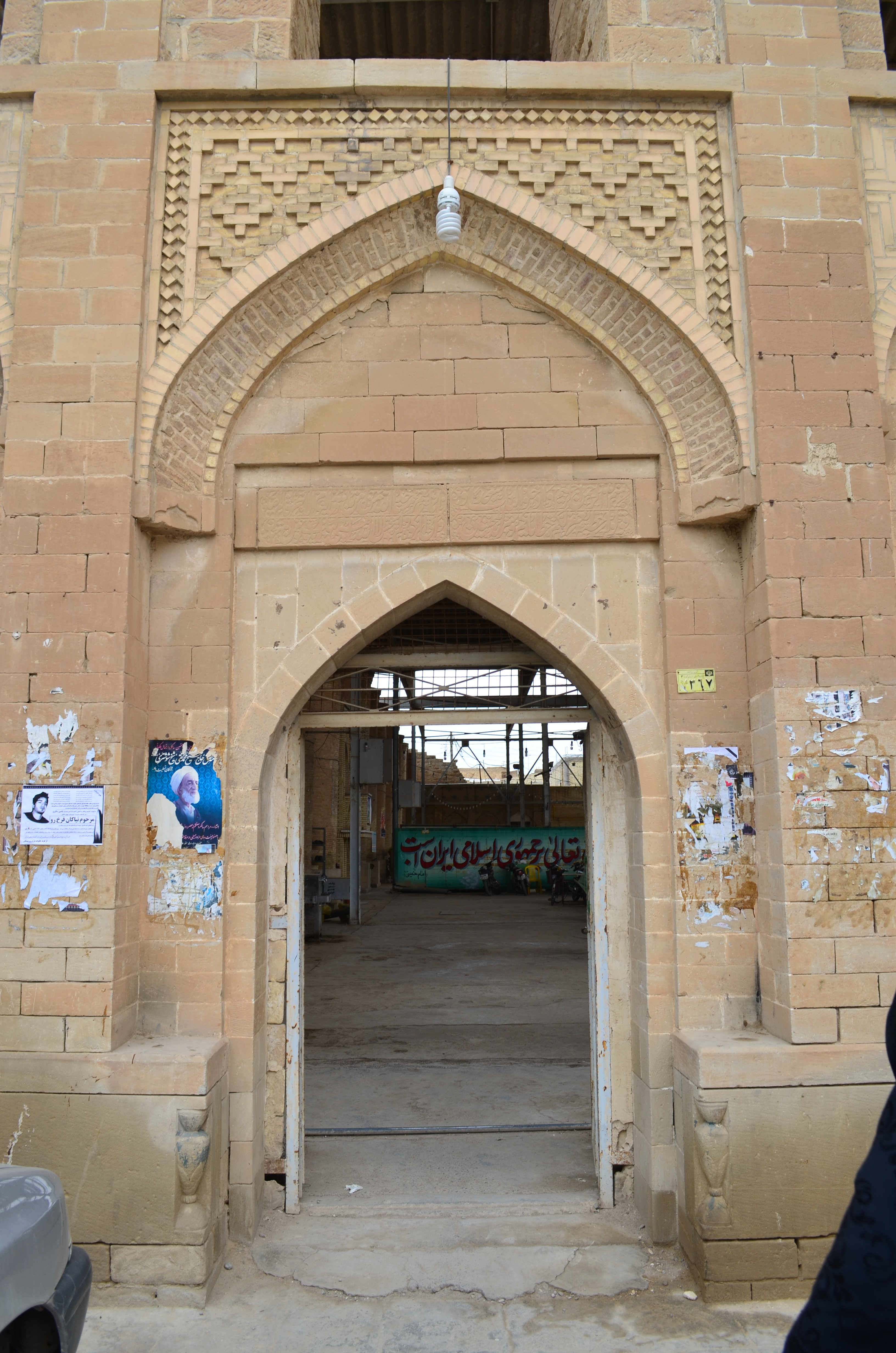
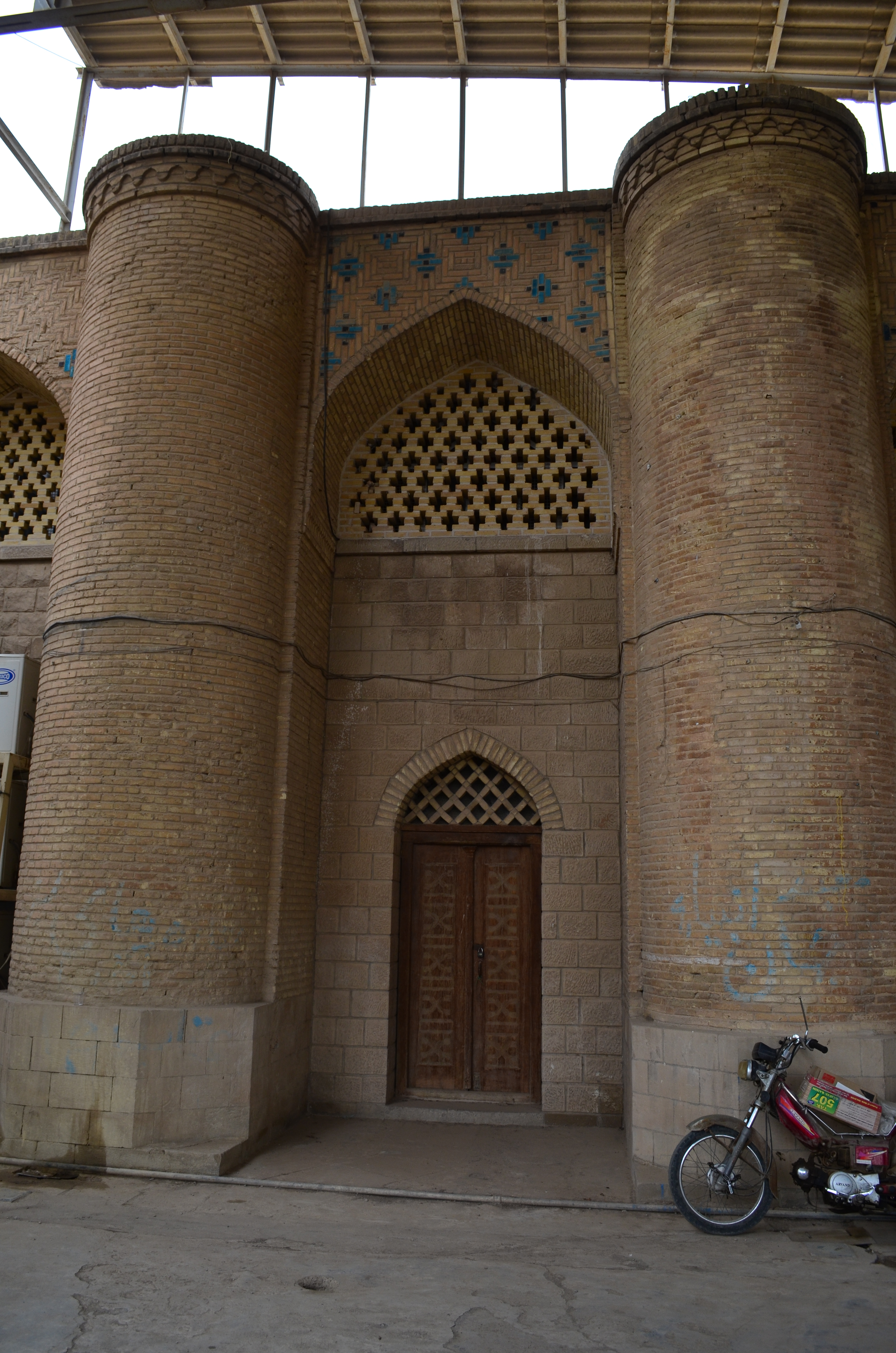